# Ryusan
Ryusan (龍山, Ryūzan) é um kata do caratê, que foi introduzido na arte marcial por intermédio do estilo Chito-ryu. O fundador do estilo aprendeu o kata com o mestre Chomo Hanashiro, que o aprendera antes do mestre chinês Go Genki, experto no estilo Garça Branca de chuan fa, que esteve por Oquinaua nos idos da década de 1920 e partilhou seus conhecimentos com alguns mestres de caratê.

## Características
O kata Ryusan é uma forma complexa, sendo baseado na harmonia entre força e estabilidade. Em alguns kyodo, lembra do kata Seienchin, mas as técnicas de mão são em sua maioria executadas com as mãos abertas. Há duas versões, sendo uma, praticada no estilo Chito-ryu, a menor; a outra, de Hiroshi Kinjo, mais completa.